# یان هانسن
یان هانسن (به نروژی: John Hansen) بازیکن سابق فوتبال اهل دانمارک و همچنین بازیکن سابق یوونتوس که ۱۸۷ بازی با پیراهن این تیم انجام داده‌است.

## افتخارات

### باشگاهی
سری آ: ۱۹۴۹–۵۰; ۱۹۵۰–۵۱
بهترین گلزن سری آ: ۱۹۵۱–۵۲